# (8715) 1995 OX1
(8715) 1995 OX1 est un astéroïde de la ceinture principale découvert en 1995.

## Description
(8715) 1995 OX1 a été découvert le 26 juillet 1995 à l'observatoire de Nachikatsuura au Japon par Yoshisada Shimizu et Takeshi Urata.

### Caractéristiques orbitales
L'orbite de cet astéroïde est caractérisée par un demi-grand axe de 2,34 UA, un périhélie de 1,83 UA, une excentricité de 0,22 et une inclinaison de 6,02° par rapport à l'écliptique. Du fait de ces caractéristiques, à savoir un demi-grand axe compris entre 2 et 3,2 UA et un périhélie supérieur à 1,666 UA, il est classé, selon la JPL Small-Body Database, comme objet de la ceinture principale.

### Caractéristiques physiques
(8715) 1995 OX1 a une magnitude absolue (H) de 14,6 et un albédo estimé à 0,051.